# NautaDutilh
NautaDutilh N.V., is een advocatenkantoor dat zich richt op Nederlands, Belgisch en Luxemburgs recht. Het kantoor heeft vestigingen in Amsterdam  op de Zuidas, Brussel, Londen, Luxemburg, New York en Rotterdam. Met meer dan 400 advocaten, notarissen en belastingadviseurs is NautaDutilh een van de grootste advocatenkantoren in de Benelux.

## Geschiedenis
De oorsprong van het kantoor gaat terug tot 1724 toen Adriaen Schadee een notariskantoor startte in Rotterdam. Na vier generaties Schadee vonden begin negentiende eeuw de eerste samenvoegingen plaats met andere notariskantoren.
In Amsterdam had zich intussen ook een geslacht van juristen gevestigd dat als voorloper van het huidige NautaDutilh mag worden aangemerkt. De grondlegger Mozes Salomon Asser was er sinds 1804 als advocaat actief. Na vijf generaties waarin de Assers onafhankelijk bleven, was het Carel Daniël Asser jr. die zich in 1902 associeerde met een andere Amsterdamse advocaat, W.H.K. Mouthaan sr.
In de loop van de twintigste eeuw gingen de Rotterdamse en Amsterdamse maatschappen diverse samenvoegingen met andere kantoren aan. Zo kwamen ook de naamgevers van het huidige kantoor in beeld. Gerhard Nauta trad in 1927 toe tot het kantoor Schadee. Zijn komst leidde uiteindelijk tot de totstandkoming van Nauta Van Haersolte. Ian Dutilh trad in 1940 toe tot het Rotterdamse advocatenkantoor Blom en Hijmans van den Bergh. Het kantoor fuseerde na de Tweede Wereldoorlog met enkele andere Rotterdamse kantoren waardoor Dutilh, Van der Hoeven & Slager ontstond. Ten slotte ontstond, na een grote fusie in 1990 tussen Nauta Van Haersolte en Dutilh, Van der Hoeven & Slager, de huidige naam NautaDutilh.
Het kantoor bracht, onder andere, de eerste Nederlandse vrouwelijke advocaat Adolphine Kok en een Nobelprijswinnaar voor de Vrede (Tobias Asser, 1838-1913) voort.